# Cohabitación (retórica)
En retórica, la cohabitación, dentro de las figuras literarias, es una de las figuras lógicas. Consiste en adscribir a un mismo sujeto dos conceptos contrarios; su uso estilístico más frecuente tiene por objeto el reflejar las contradicciones de la persona en el plano amoroso o moral.

## Ejemplo
"lloro e río en un momento
e soy contento e quexoso,
ardid me fallo e medroso..."
Marqués de Santillana